# Pacura med
Pacura med GmbH ist ein deutscher Personaldienstleister, der auf die Festanstellung von medizinischem Fachpersonal, insbesondere Pflegekräften, spezialisiert ist. Das Unternehmen gehört zur arano group und ist in mehreren Ländern tätig. Der Hauptsitz befindet sich in Nürnberg, Deutschland. Die Pacura med GmbH wurde 2018 gegründet mit Niederlassung in Leipzig. 
Das Unternehmen vermittelt Fachkräfte an Kliniken, Krankenhäuser, Pflegeeinrichtungen und ambulante Dienste. Die Beschäftigten arbeiten überwiegend in Festanstellung. 
Das Kerngeschäft ist die befristete Arbeitnehmerüberlassung von medizinischem Fachpersonal. 
Die Einsätze erfolgen regional, überregional oder deutschlandweit.